# Age of Empires III
Age of Empires III – trzecia część serii strategicznych gier czasu rzeczywistego Age of Empires. Gra została stworzona przez firmę Ensemble Studios i wydana przez Microsoft 18 października 2005.
W przeciwieństwie do poprzednich odsłon serii, grafika w grze jest trójwymiarowa i bazuje na doświadczeniach studia zdobytych podczas tworzenia gry Age of Mythology.
Fabuła gry skupia się na podbojach europejskich w Ameryce. Po raz pierwszy w serii broń palna jest cały czas dostępna, w poprzednich częściach jej odkrycie było możliwe dopiero tuż przed końcem gry. Mimo to dostępnych jest też wiele jednostek walczących bronią białą.

## Zmiany
W najnowszej odsłonie serii dodano kilka elementów – faktorie handlowe, dzięki którym możliwe jest kontrolowanie szlaków handlowych lub zatrudnianie tubylców do walki.
Kolejną nowością są metropolie, czyli miasta macierzyste, z których w razie potrzeby sprowadza się: surowce, wojsko oraz ulepszenia.
W odróżnieniu od poprzednich części gry, gromadzi się trzy rodzaje zasobów: jedzenie, drewno i pieniądze, które zastępują złoto (w poprzednich częściach gromadziło się jeszcze kamień). Wieśniacy nie muszą już odnosić zdobytych zasobów do specjalnych budynków. Nie ma także funkcji dostępnej w Age of Mythology: The Titans, która umożliwiała ciągłe automatyczne budowanie jednostek, dopóki wystarczało zasobów.
Gracz ma do wyboru jedną z ośmiu nacji, tj. Hiszpanów, Brytyjczyków, Francuzów, Portugalczyków, Rosjan, Turków, Niemców lub Holendrów.

## Dodatki
- Age of Empires III: The WarChiefs – pierwszy dodatek do gry. Zawiera trzy nowe nacje: Azteków, Siuksów oraz Irokezów; rozbudowuje kampanię dla jednego gracza składającą się z dwóch aktów. Nacje europejskie mają dostępne nowe jednostki. Wprowadzono tryb rewolucji
- Age of Empires III: The Asian Dynasties – drugi oficjalny dodatek do Age of Empiers III. Dodaje on do rozgrywki narody azjatyckie: Japonię, Chiny i Indie.

## Odbiór gry
Gra otrzymała pozytywne oceny krytyków, uzyskując według agregatora Metacritic średnią ocen wynoszącą 81/100 punktów oraz 82,38% według serwisu GameRankings.